# 九峰镇 (乐山市)
九峰镇，是中华人民共和国四川省乐山市市中区曾经下辖的一个镇。2019年12月，撤销九峰镇，将其所属行政区域划归大佛街道管辖。

## 行政区划
九峰镇撤销前下辖以下地区：
钓鱼台社区、鞍山村、棕桥村、明月村、永安村、尖山村、源安村和青衣坝村。